# Cosmopolitan on the Park
Cosmopolitan on the Park, o simplemente Cosmopolitan, es un edificio de condominios de gran altura en Portland, la ciudad más poblada del estado de Oregón (Estados Unidos). La construcción comenzó en 2014 y se completó en 2016. Es el edificio más alto del distrito Pearl y la torre residencial más alta de Portland. Su sistema de muro exterior de cortina de vidrio fue diseñado por Benson Industries, de Portland, que diseñó y fabricó un exterior similar para One World Trade Center, en la ciudad de Nueva York.